# AmiYumi
AmiYumi es el primer disco del dúo japonés Puffy AmiYumi compuesto por 7 canciones. Algunas tienen un ritmo roquero y otras un tranquilo y pacífico ritmo.

## Lista de canciones
1. Toku suru karada (とくするからだ)
2. Usagi channel (ウサギチャンネル)
3. Sakura saku (サクラサク)
4. Simple
5. Nagaki shite ne (長生きしてね)
6. Asia no jushin (アジアの純真)
7. Puffy no hey! mountain (パフィーのHey!Mountain)

## Sencillos
1. Asia no jushin (アジアの純真)/Puffy no Ohirune (パフィーなお昼寝)

- Datos: Q2700559

## extra links
- https://www.discogs.com/release/16238345-Puffy-amiyumi